# Balta Mică a Brăilei (sit SPA)
Balta Mică a Brăilei este o arie protejată (arie de protecție specială avifaunistică — SPA) din România întinsă pe o suprafață de 25.802 ha, integral pe uscat.

## Localizare
Centrul sitului Balta Mică a Brăilei este situat la coordonatele 44°56′11″N 27°53′57″E / 44.936289°N 27.899147°E. Situl se întinde pe teritoriul administrativ al municipiului Brăila și pe cele ale comunelor Berteștii de Jos, Chiscani, Gropeni, Mărașu, Stăncuța și Tichilești din județul Brăila; pe teritoriul administrativ al orașului Hârșova din județul Constanța și pe cel al comunei Giurgeni din județul Ialomița.

## Înființare
Situl Balta Mică a Brăilei (ROSPA0005) a fost declarat arie de protecție specială avifaunistică în octombrie 2007 pentru a proteja mai multe specii avifaunistice. În 15 iunie 2001 Balta Mică a Brăilei a fost declarată sit Ramsar (poziția 1074) sub denumirea de Insula Mică a Brăilei.

## Biodiversitate
Situată în ecoregiunea de stepă, aria protejată nu include niciun habitat protejat.
La baza desemnării sitului se află mai multe specii protejate de păsări: lăcarul mare (Acrocephalus arundinaceus), lăcarul de mlaștină (Acrocephalus palustris), lăcarul de rogoz (Acrocephalus schoenobaenus), lăcarul de lac (Acrocephalus scirpaceus), fluierar de munte (Actitis hypoleucos), ciocârlie-de-câmp (Alauda arvensis), rață sulițar (Anas acuta), (Alcedo atthis), rață fluierătoare (Anas penelope), rață lingurar (Anas clypeata), rață mare (Anas platyrhynchos), rață cârâitoare (Anas querquedula), rață pestriță (Anas strepera), gârliță mare (Anser albifrons), gâscă cenușie (Anser anser),  acvilă țipătoare mică (Aquila pomarina), stârc cenușiu (Ardea cinerea), stârc roșu (Ardea purpurea), stârc galben (Ardeola ralloides), ciuf-de-pădure (Asio otus), rață-cu-cap-castaniu (Aythya ferina), rață roșie (Aythya nyroca), buhai de baltă (Botaurus stellaris), gâscă-cu-gât-roșu (Branta ruficollis), cânepar (Carduelis cannabina), sticlete (Carduelis carduelis), florinte (Carduelis chloris), scatiu (Carduelis spinus), chirighiță-cu-obraz-alb (Chlidonias hybridus), barză albă (Ciconia ciconia), barză neagră (Ciconia nigra), botgros (Coccothraustes coccothraustes), dumbrăveancă (Coracias garrulus), cuc (Cuculus canorus), egretă mică (Egretta garzetta), egretă albă (Egretta alba), stârc pitic (Ixobrychus minutus), capîntorsul (Jynx torquilla), sfrâncioc roșiatic (Lanius collurio), sfrânciocul cu frunte neagră (Lanius minor), pescăruș argintiu (Larus cachinnans), pescăruș râzător (Larus ridibundus), prigoare (Merops apiaster), stârc de noapte (Nycticorax nycticorax), lopătar (Platalea leucorodia).